# Hasankeyf
Hasankeyf (törökül: Hasankeyf, kurd nyelven: Heskîf, a szír ܚܨܢ ܟܐܦܐ Ḥéṣn Kayfa névből) város Törökország délnyugati részén, Batman tartományban, a Dicle (Tigris) folyó nyugati partján. A várost 2020 februárjában elárasztották az Ilısu-gát építése miatt, lakosságát a két kilométerrel északabbra épült új városba telepítették át.

## Elhelyezkedéses

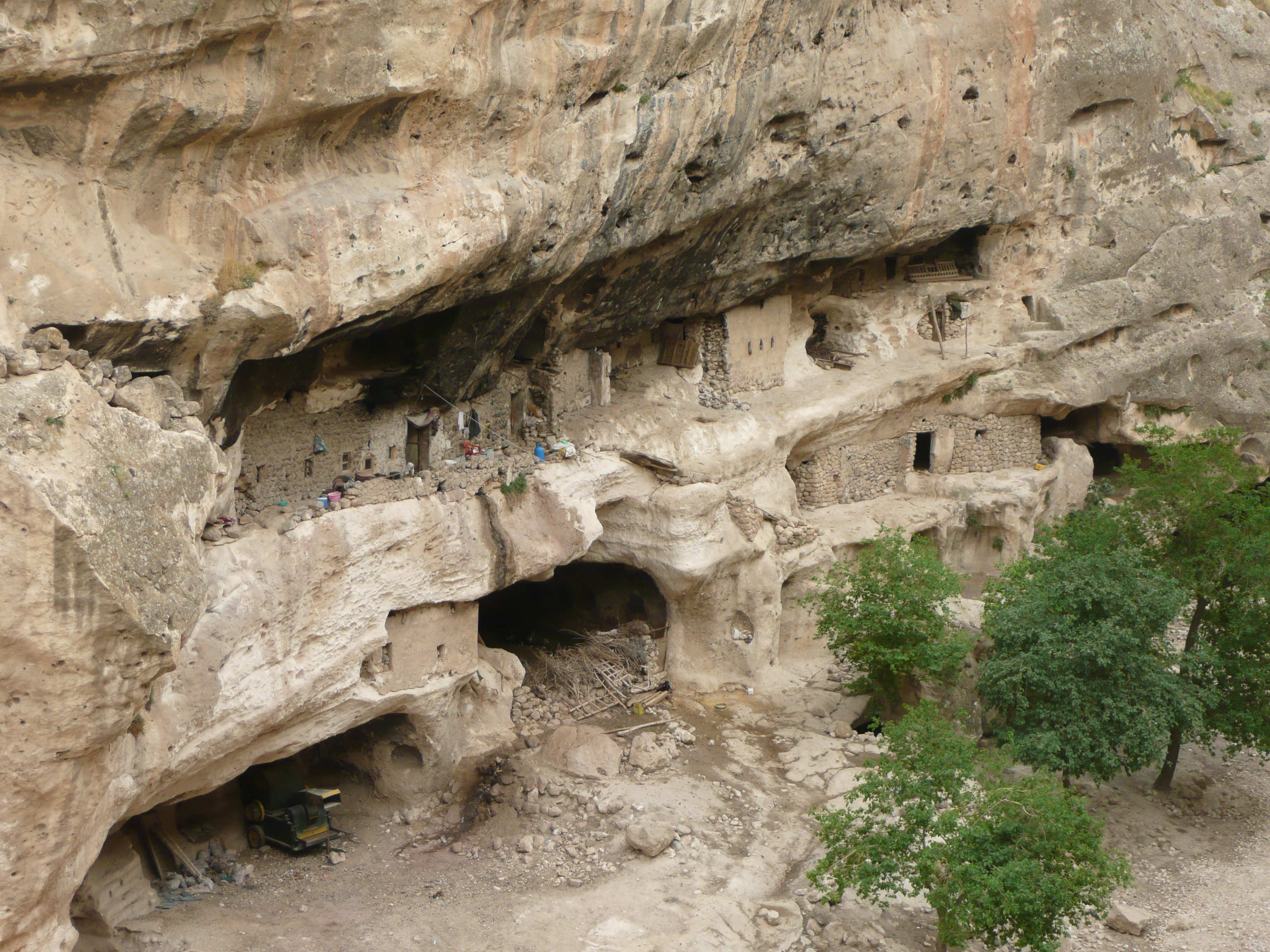
Hasankeyfi barlanglakások

A tartományi székhelytől, Batmantól kb. 30 km-re fekszik. A Tigris folyó évezredeken át tartó munkája festői völgyeket mélyített a tájba. Hasankeyf környékén a folyó melletti mészkősziklákban kb. 4000 barlanglakás árulkodik arról, hogy a területet már ősidők óta emberek lakják. Közülük számos lakás többszintes, és vízzel is ellátott. A völgyekben fekvő barlangok egy része természetes eredetű, a sziklákon átfolyó víz alakította. 1965-ben a barlanglakások lakóit modern épületekbe költöztették.

## Történelme
Hasankeyf ősi település, a Kr.e. 1800 körül keletkezett mári táblákon szereplő Ilanṣura településsel azonosítják. A perzsák, rövid időre Nagy Sándor, később a rómaiak foglalták el, majd a Bizánci Császárság uralma alatt püspökségként működött. A rómaiak Cephe néven emeltek itt határvédelmi erődöt a Szászánida Birodalommal szomszédságában, a bizánciak 363-ban építették a ma is látogatható várat, 200 méterrel a folyószint fölött. Eredeti neve (szír nyelven) Ḥéṣn Kayfa, azaz sziklavár volt.
640 körül az arabok hódították meg. A 12. században az artukidák foglalták el, fővárosukká téve. 1332-ben az ajjúbidák hódították meg, akik – mecseteket építve – az iszlám fontos központjává tették a települést. Az artukida–ajjúbida uralom számít Hasankeyf aranykorának. A város elhelyezkedése és infrastruktúrája folytán a selyemút egyik kiemelkedő állomásává vált. Ebben az időszakban épült a régi híd, a kis palota és a nagy palota. A régi híd, amelynek tartóoszlopai ma is állnak, a középkor legnagyobb hídja volt.
1260-ban a mongolok elpusztították a várost. A város újra feléledt, amikor a Diyarbakırból kormányzó Akkojunlu emírek nyári rezidenciájukká tették. 1515-ben az Ottomán Birodalom részévé vált, és fokozatosan elveszítette korábbi jelentőségét.
2020 tavaszán a város a fellegvár kivételével víz alá került, miután az Ilısu-gát építésével felduzzasztották a Tigris folyót, és a völgyet elárasztották. Hasankeyfen kívül még kb. 80 kisebb falu, és számos történelmi jelentőségű helyszín, emlék merült a víz alá. A terület lakosságát Új-Hasankeyfbe telepítették át, ahová a régi város néhány műemlékét is átszállították, illetve néhány másiknak a másolatát építették fel. A város utolsó lakosai 2020 februárjának elején költöztek ki.

## Lakossága
Korábban főként szír keresztény és arab népesség lakta, de az utóbbi évtizedekben a környező falvakból beáramló kurdok kerültek többségbe a településen. A szír keresztényeket az első világháború során szinte teljesen kiirtották a városból.

Panorámakép Hasankeyfről, háttérben a Tigris folyóval

## Fordítás
- Ez a szócikk részben vagy egészben  a   Hasankeyf című angol Wikipédia-szócikk ezen változatának fordításán alapul.  Az eredeti cikk szerkesztőit annak laptörténete sorolja fel. Ez a jelzés csupán a megfogalmazás eredetét és a szerzői jogokat jelzi, nem szolgál a cikkben szereplő információk forrásmegjelöléseként.